# Andrea Fischbacherová
Andrea Fischbacherová (* 14. října 1985 Schwarzach im Pongau) je rakouská reprezentantka v alpském lyžování, specializující se především na sjezd a Super G. Jejím životním úspěchem je zisk zlaté medaile na ZOH 2010 ve Vancouveru. Po Sigrid Wolf (ZOH 1988) a Michaela Dorfmeisterová (ZOH 2006) se stala třetí rakouskou vítězkou super G na ZOH.

## Vítězství ve Světovém poháru

### Vyhrané závody
- 2 vítězné závody
  - 1 ve sjezdu
  - 1 v Super G

| Sezóna                             | Datum          | Místo     | Disciplína |
| ---------------------------------- | -------------- | --------- | ---------- |
| 2007-2008 1 vítězství (1× Super G) | 10. února 2008 | Sestriere | Super G    |
| 2008-2009 1 vítězství (1× sjezd)   | 28. února 2009 | Bansko    | sjezd      |